# Walkertshofen
Walkertshofen est une commune allemande de Bavière située dans l'arrondissement d'Augsbourg et le district de Souabe.

## Géographie

Situation de Walkertshofen dans l'arrondissement d'Augsbourg

Walkertshofen est située dans le Parc naturel d'Augsbourg-Westliche Wälder, sur la rivière Neufnach, affluent de la Schmutter, à 34 km au sud-ouest d'Augsbourg. La commune, qui se trouve à la limite avec les arrondissements d'Unterallgäu et de Günzburg, fait partie de la communauté d'administration de Stauden dont le siège est à Langenneufnach.
La commune est composée d'un village, Walkertshofen et de six hameaux, Ebrach, Gumpenweiler, Hölden, Oberrothan, Reute et Schweizerhof.
Communes limitrophes (en commençant par le nord et dans le sens des aiguilles d'une montre) : Langenneufnach, Mickhausen, Mittelneufnach, Eppishausen, Aichen et Ziemetshausen.

## Histoire
La première mention écrite du village date de 775 dans un acte de donation. En 1099, le village est sous la domination de la famille von Waltgershoven et, à la fin du XIVe siècle, il devient propriété de l'évêché d'Augsbourg jusqu'au Recès d'Empire de 1803 et à son incorporation dans le nouveau royaume de Bavière.
Walkertshofen est érigé en commune en 1818 et est intégré à l'arrondissement de Schwabmünchen jusqu'à la disparition de ce dernier en 1972.

## Démographie
| 1840 | 1871 | 1900 | 1925 | 1939 | 1950 | 1961 | 1970 | 1987 |
| ---- | ---- | ---- | ---- | ---- | ---- | ---- | ---- | ---- |
| 629  | 596  | 710  | 663  | 664  | 966  | 859  | 894  | 846  |

| 2000  | 2005  | 2009  | - | - | - | - | - | - |
| ----- | ----- | ----- | - | - | - | - | - | - |
| 1 105 | 1 107 | 1 122 | - | - | - | - | - | - |